# Hellowork
Hellowork est un site web français consacré à l’emploi et au recrutement, édité par la société HelloWork Group. Le site est lancé en 2022 à la suite de la fusion de plusieurs portails régionaux et spécialisés (notamment RegionsJob, ParisJob, Cadreo).

## Historique
La mise en ligne d’Hellowork en avril 2022 s’accompagne du regroupement des sites RegionsJob et de ses déclinaisons locales, ainsi que d’autres services du groupe, au sein d’une plateforme unique sous la marque « Hellowork ». Un dossier de presse du groupe rappelle cette consolidation et son positionnement sur le marché français du recrutement en ligne. 
Des médias spécialisés ont également relayé l’opération et ses enjeux pour l’expérience candidat et recruteur.

## Fonctionnalités
La plateforme regroupe des offres d’emploi multi-secteurs, des outils de diffusion pour les recruteurs, des profils candidats et des services liés à l’orientation et à la formation (intégrés progressivement au sein de l’écosystème du groupe). Le site publie également des baromètres et analyses sur l’évolution du marché de l’emploi en France.

## Utilisation et audience
Plusieurs publications sectorielles et communiqués reviennent sur l’audience et l’activité de la plateforme depuis son lancement. 
Des préc
1. 1 2  Rédaction, « Regionsjob et ses sites locaux deviennent HelloWork », sur Le Télégramme, 3 mai 2022 (consulté le 19 août 2025)
2. 1 2  La rédaction de RH Matin, « Site d'emploi : HelloWork devient une marque en se substituant au portail RegionsJob », sur RH Matin, 3 mai 2022 (consulté le 19 août 2025)
3. 1 2  « Dossier de presse HelloWork Group 2025 », sur HelloWork Group (PDF), juillet 2025 (consulté le 19 août 2025)
4. ↑  Thomas Coëffé, « Changement de marque : HelloWork présente sa stratégie de rebranding », sur Blog du Modérateur, 3 mai 2022 (consulté le 19 août 2025)
5. ↑  « HelloWork fusionne ses sites RegionsJob et Cadreo », sur myRHline, mai 2023 (consulté le 19 août 2025)
6. ↑  « Baromètre HelloWork : comment va évoluer le marché de l'emploi en 2024 », sur hellowork.com, janvier 2024 (consulté le 19 août 2025)
7. ↑  « La plateforme HelloWork célèbre sa première année ! », sur Groupe Télégramme, 30 mai 2023 (consulté le 19 août 2025)
8. ↑  « HelloWork publie son baromètre 2022 de l’emploi », sur Groupe Télégramme, 2023 (consulté le 19 août 2025)